# 2000年シドニーオリンピックのメキシコ選手団
2000年シドニーオリンピックのメキシコ選手団（2000ねんシドニーオリンピックのメキシコせんしゅだん）は、2000年9月15日から10月1日にかけてオーストラリアのニューサウスウェールズ州シドニーで開催された2000年シドニーオリンピックのメキシコ選手団、およびその競技結果。

## 概要
今大会は金メダル1個、銀メダル2個、銅メダル3個の合計6個のメダルを獲得した。

## メダル
| メダル | 選手名                 | 競技       | 種目         |
| ------ | ---------------------- | ---------- | ------------ |
| 銀     | ノエ・エルナンデス     | 陸上       | 男子20km競歩 |
| 銅     | ホエル・サンチェス     | 陸上       | 男子50km競歩 |
| 銅     | クリスチャン・ベハラノ | ボクシング | 男子ライト級 |